# Oceanisch kampioenschap voetbal onder 19
Het Oceanisch kampioenschap voetbal onder 19 is een voetbaltoernooi voor landen dat om de 2 jaar gehouden wordt. De winnaar mag naar Fifa Wereldkampioenschap voetbal onder 20. Tussen 1974 en 2012 mochten spelers van 20 meedoen, daarna werd de leeftijdslimiet gesteld bij 19 jaar.

## Landen die mogen deelnemen
- Amerikaans-Samoa
- Cookeilanden
- Fiji
- Kiribati
- Nieuw-Caledonië

- Nieuw-Zeeland
- Niue
- Papoea-Nieuw-Guinea
- Samoa
- Salomonseilanden

- Tahiti
- Tuvalu
- Tonga
- Vanuatu

Landen die in het verleden ook deelnamen
- Israël (UEFA-lid)
- Chinees Taipei (AFC-lid)
- Australië (AFC-lid)

## Overzicht
| Oceanisch kampioenschap voetbal onder 20 (1974–2013)  |                                |                                      |                                      |                                      |                                      |                                      |                                      |
| Jaar                                                  | Gastland                       |                                      |                                      |                                      |                                      |                                      |                                      |
| Jaar                                                  | Gastland                       | Winnaar                              | Tweede                               | Derde                                | Vierde                               |                                      |                                      |
| 1974 Details                                          | Tahiti                         | Tahiti                               | Nieuw-Zeeland                        | Nieuwe Hebriden                      | Nieuw-Caledonië                      |                                      |                                      |
| 1978 Details                                          | Nieuw-Zeeland                  | Australië                            | Fiji                                 | Nieuw-Zeeland                        | Papoea-Nieuw-Guinea                  |                                      |                                      |
| 1980 Details                                          | Fiji                           | Nieuw-Zeeland                        | Australië                            | Fiji                                 | Nieuw-Caledonië                      |                                      |                                      |
| 1982 Details                                          | Papoea-Nieuw-Guinea            | Australië                            | Nieuw-Zeeland                        | Fiji                                 | Papoea-Nieuw-Guinea                  |                                      |                                      |
| 1985 Details                                          | Australië                      | Australië                            | Israël                               | Nieuw-Zeeland                        | Chinees Taipei                       |                                      |                                      |
| 1986 Details                                          | Nieuw-Zeeland                  | Australië                            | Israël                               | Nieuw-Zeeland                        | Chinees Taipei                       |                                      |                                      |
| 1988 Details                                          | Fiji                           | Australië                            | Nieuw-Zeeland                        | Chinees Taipei                       | Fiji                                 |                                      |                                      |
| 1990 Details                                          | Fiji                           | Australië                            | Nieuw-Zeeland                        | Vanuatu                              | Tahiti                               |                                      |                                      |
| 1992 Details                                          | Tahiti                         | Nieuw-Zeeland                        | Tahiti                               | Fiji                                 | Vanuatu                              |                                      |                                      |
| 1994 Details                                          | Fiji                           | Australië                            | Nieuw-Zeeland                        | Salomonseilanden                     | Vanuatu                              |                                      |                                      |
| 1997 Details                                          | Tahiti                         | Australië                            | Nieuw-Zeeland                        | Fiji                                 | Tahiti                               |                                      |                                      |
| 1998 Details                                          | Samoa                          | Australië                            | Fiji                                 | Nieuw-Zeeland                        | Salomonseilanden                     |                                      |                                      |
| 2001 Details                                          | Nieuw-Caledonië & Cookeilanden | Australië                            | Nieuw-Zeeland                        | Geen derde plek                      | Geen derde plek                      |                                      |                                      |
| 2002 Details                                          | Vanuatu & Fiji                 | Australië                            | Fiji                                 | Geen derde plek                      | Geen derde plek                      |                                      |                                      |
| 2005 Details                                          | Salomonseilanden               | Australië                            | Salomonseilanden                     | Vanuatu                              | Fiji                                 |                                      |                                      |
| 2007 Details                                          | Nieuw-Zeeland                  | Nieuw-Zeeland                        | Fiji                                 | Salomonseilanden                     | Nieuw-Caledonië                      |                                      |                                      |
| 2008 Details                                          | Tahiti                         | Tahiti                               | Nieuw-Caledonië                      | Nieuw-Zeeland                        | Fiji                                 |                                      |                                      |
| 2011 Details                                          | Nieuw-Zeeland                  | Nieuw-Zeeland                        | Salomonseilanden                     | Vanuatu                              | Fiji                                 |                                      |                                      |
| 2013 Details                                          | Fiji                           | Nieuw-Zeeland                        | Fiji                                 | Vanuatu                              | Nieuw-Caledonië                      |                                      |                                      |
| Oceanisch kampioenschap voetbal onder 19 (2014–heden) |                                |                                      |                                      |                                      |                                      |                                      |                                      |
| 2014 Details                                          | Fiji                           | Fiji                                 | Vanuatu                              | Nieuw-Caledonië                      | Salomonseilanden                     |                                      |                                      |
| 2016 Details                                          | Vanuatu                        | Nieuw-Zeeland                        | Vanuatu                              | Geen derde plek                      | Geen derde plek                      |                                      |                                      |
| 2018 Details                                          | Tahiti                         | Nieuw-Zeeland                        | Tahiti                               | Nieuw-Caledonië                      | Salomonseilanden                     |                                      |                                      |
| 2021                                                  | Samoa                          | Gecanceld vanwege de coronapandemie. | Gecanceld vanwege de coronapandemie. | Gecanceld vanwege de coronapandemie. | Gecanceld vanwege de coronapandemie. | Gecanceld vanwege de coronapandemie. | Gecanceld vanwege de coronapandemie. |
| 2022 Details                                          | Tahiti                         | Nieuw-Zeeland                        | Fiji                                 | Nieuw-Caledonië                      | Tahiti                               |                                      |                                      |
| 2024 Details                                          | Samoa                          | Nieuw-Zeeland                        | Nieuw-Caledonië                      | Salomonseilanden                     | Fiji                                 |                                      |                                      |

## Resultatenoverzicht per land
| Land                | Kampioen                                                                    | Tweede                                       | Derde | Vierde |
| ------------------- | --------------------------------------------------------------------------- | -------------------------------------------- | ----- | ------ |
| Australië           | 12 (1978, 1982, 1985, 1986, 1988, 1990, 1994, 1997, 1998, 2001, 2002, 2005) | 1 (1980)                                     | –     | –      |
| Nieuw-Zeeland       | 9 (1980, 1992, 2007, 2011, 2013, 2016, 2018, 2022, 2024)                    | 7 (1974, 1982, 1988, 1990, 1994, 1996, 2001) | 5     | –      |
| Tahiti              | 2 (1974, 2008)                                                              | 1 (1992)                                     | –     | 3      |
| Fiji                | 1 (2014)                                                                    | 6 (1978, 1998, 2003, 2007, 2013, 2022)       | 4     | 5      |
| Salomonseilanden    | –                                                                           | 2 (2005, 2011)                               | 3     | 4      |
| Israël              | –                                                                           | 2 (1985, 1987)                               | –     | –      |
| Nieuw-Caledonië     | –                                                                           | 2 (2008, 2024)                               | 3     | 4      |
| Vanuatu             | –                                                                           | 2 (2014, 2016)                               | 5     | 2      |
| Chinees Taipei      | –                                                                           | –                                            | 1     | 2      |
| Papoea-Nieuw-Guinea | –                                                                           | –                                            | –     | 2      |